# テレコム・イタリア・モービレ
テレコム・イタリア・モービレ（Telecom Italia Mobile）は、イタリアの携帯電話会社の一つである。略称はTIM（ティム）。
1995年にテレコム・イタリアから分離して設立された。GSM、UMTS（en）、HSPA回線を利用したインターネット事業をイタリアとブラジルで展開している。
かつては、南米事業として、ペルーとベネズエラでも携帯電話事業を展開していたが、それぞれ、メキシコシティに本社を置くアメリカ・モービル（en）とベネズエラに本社を置くテレベンコに事業を売却している。ヨーロッパ部門においては、2005年に、ギリシャでのTIMヘラス（現在のWINDヘラス（en）をApax Partners（en）とテキサス・パシフィック・グループに売却している。
そのため、テレコム・イタリア・モービレが現在、事業を展開している地域は、イタリア、ブラジル（2地域とも100%出資）及びトルコ（10%の株式を保有）となっている。
イタリアのリーグ戦セリエAのタイトルスポンサーを長らく務めており、名称もセリエA TIM（SERIE A TIM）と呼称される。
テレコム・イタリア・モービレ株式はサンパウロ証券取引所に上場し、取引されている。
330, 331, 333, 334, 335, 336, 337, 338, 339, 360, 361, 362, 363, 366, 368, 381, 385から始まる携帯電話番号はTIMのものである。しかし以前他の携帯電話会社を利用していてその番号をTIMの回線として引き継いだ場合はこの限りではない。